# Junior Car Club 200 mile race

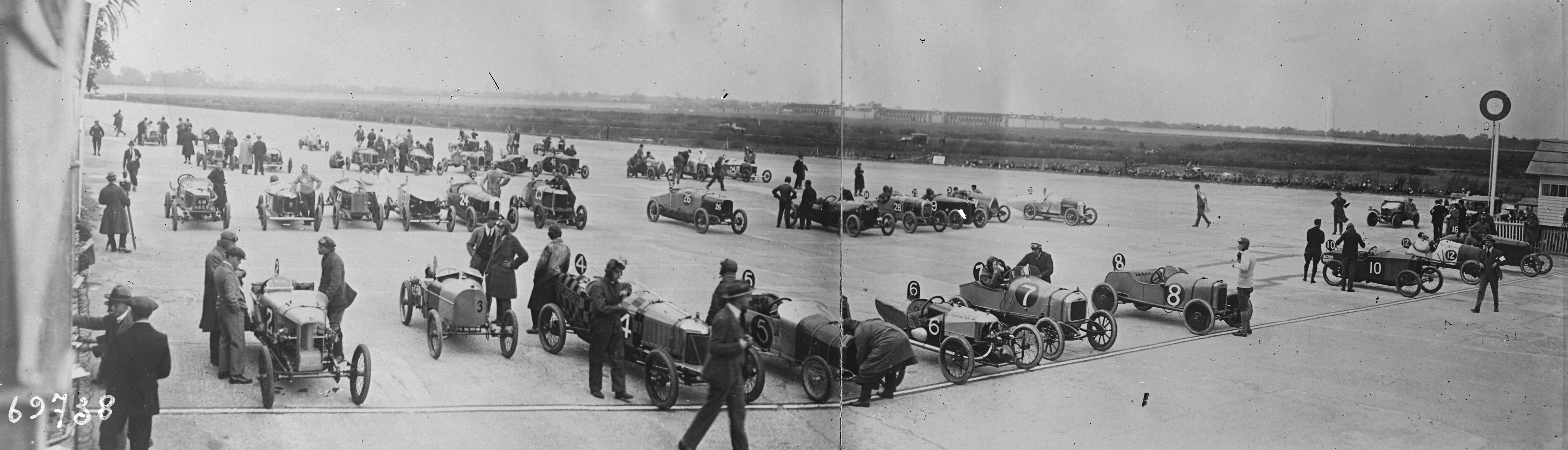
1921 start

Le Junior Car Club 200 mile race (ou JCC 200 miles, en abrégé le JCC "200") était une course automobile anglaise de type Grand Prix, organisée durant les années 1920 et 1930 (en automne, ou souvent également à la fin du mois d'août) comme son nom l'indique par le Junior Car Club (ou British Automobile Racing Club).

## Historique
La participation est d'emblée internationale avec l'Espagnol, Pierre de Vizcaya, quatrième en 1921, sur Bugatti Type 22.
Ce Grand Prix est organisé à onze reprises, dont huit sont gagnées par des marques françaises. Henry Segrave en est le recordman des victoires avec trois victoires, entre 1931 et 1926, par trois fois avec une Talbot.

## Palmarès
| Année     | Vainqueur           | Voiture             | Catégorie           | Circuit             |
| --------- | ------------------- | ------------------- | ------------------- | ------------------- |
| 1921      | Henry Segrave       | Talbot-Darracq 56   | Voiturette          | Brooklands          |
| 1922      | Kenelm Lee Guinness | Talbot-Darracq 56   | Voiturette          | Brooklands          |
| 1923      | Maurice Harvey      | Alvis 12/50         | Voiturette          | Brooklands          |
| 1924      | Kenelm Lee Guinness | Talbot 70           | Voiturette          | Brooklands          |
| 1925      | Henry Segrave       | Talbot 70           | Voiturette          | Brooklands          |
| 1926      | Henry Segrave       | Talbot 700          | Voiturette          | Brooklands          |
| 1927      | Malcolm Campbell    | Bugatti Type 39A    | Formule libre       | Brooklands          |
| 1928      | Malcolm Campbell    | Delage 135B         | Formule libre       | Brooklands          |
| 1929-1935 | course non disputée | course non disputée | course non disputée | course non disputée |
| 1936      | Richard Seaman      | Delage              | Voiturette          | Donington Park      |
| 1937      | Arthur Dobson       | ERA Type C          | Formule libre       | Donington Park      |
| 1938      | Johnnie Wakefield   | ERA Type B          | Formule libre       | Brooklands          |

## Remarques
- Après une première saison commune (vainqueur Archie Frazer-Nash, sur G.N. -pour Godfrey & Nash-), la course des cyclecars s'est individualisée en 1922 (vainqueur Robert Benoist, sur Salmson VAL) et 1923 (vainqueur l'espagnol Ramon Bueno, sur Salmson GP), pour redevenir commune en 1924 (vainqueur Owen Wilson-Jones, sur Salmson VAL), 1925 (vainqueur Pierre Goutte, sur Salmson VAL), 1926 (vainqueur Charles Martin, sur Amilcar C6), 1927 (vainqueur André Morel, sur Amilcar C6) et 1928 (vainqueur Vernon Balls sur Amilcar). 4 pilotes français se sont imposés pour 8 classements dans cette catégorie.
- En 1937 John Peter « Johnnie » Wakefield s'impose sur Maserati 6M pour les voiturettes et en 1938 il récidive cette fois pour une victoire absolue (devant le Prince Bira, sur sa Maserati 8CM 3,0 l).